# Club Atlético Artajonés
El Club Atlético Artajonés es un club de fútbol de España de la localidad de Artajona en Navarra. Ha competido 16 temporadas en el grupo XV de la Tercera División española y actualmente juega en la Primera Autonómica de Navarra.

## Historia
Fundado en 1951; consigue su primer ascenso a Tercera División en 1988/89, el equipo se hace un clásico de la categoría manteniéndose en esta durante 13 temporadas consecutivas. 
Consigue un 3ª puesto en 1991/92 y llega a luchar por el ascenso a Segunda División B.

Desciende a Regional en 2000/01 para regresar a Tercera en 2005/06 y 2007/08. 

En junio de 2013 el Artajonés consigue un nuevo ascenso por lo que juega la temporada 2013/14 en el grupo XV de Tercera División. En enero se hace cargo del equipo Carlos Inarejos Hernández el Artajonés pero es último clasificado y desciende a Regional.

### Palmarés
- Temporadas en Tercera División: 17
- Mejor puesto: 3º (1991/92)

### Temporadas en Tercera División
| Temporada      | División            | Puesto      |
| -------------- | ------------------- | ----------- |
| 1951–88        | Regional            | —           |
| 1988/89        | 3ª                  | 6º          |
| 1989/90        | 3ª                  | 16º         |
| 1990/91        | 3ª                  | 8º          |
| 1991/92        | 3ª                  | 3º          |
| 1992/93        | 3ª                  | 8º          |
| 1993/94        | 3ª                  | 12º         |
| 1994/95        | 3ª                  | 14º         |
| 1995/96        | 3ª                  | 10º         |
| 1996/97        | 3ª                  | 8º          |
| 1997/98        | 3ª                  | 7º          |
| 1998/99        | 3ª                  | 17º         |
| 1999/00        | 3ª                  | 17º         |
| 2000/01        | 3ª                  | 18º         |
| de 2001 a 2005 | Regional Preferente | —           |
| 2005/06        | 3ª                  | 17º         |
| 2006/07        | Regional Preferente | —           |
| 2007/08        | 3ª                  | 18º         |
| de 2008 a 2013 | Regional Preferente | —           |
| 2013/14        | 3ª                  | 20º         |
| 2014/15        | Regional Preferente | 4°          |
| 2015/16        | Primera Autonómica  | 16°         |
| 2016/17        | Regional Preferente | 15°         |
| 2017/18        | Regional Preferente | 5°          |
| 2018/19        | Regional Preferente | 3°          |
| 2019/20        | Primera Autonómica  | 12° COVID19 |
| 2020/21        | Primera Autonómica  | 8°          |
| 2021/22        | Primera Autonómica  | 11°         |
| 2022/23        | Primera Autonómica  | 14°         |
| 2023/24        | Primera Autonómica  | 3°          |
| 2024/25        | 3ª                  | -           |

### Uniforme
Camiseta a rayas roja y blanca, pantalón azul y medias rojas.

### Estadio
Disputa sus partidos como local en el campo de fútbol de La Alameda de Artajona, de hierba natural.